# Nieuw-Caledonisch onafhankelijkheidsreferendum 2018
Het onafhankelijkheidsreferendum in Nieuw-Caledonië van 2018 vond plaats op 4 november 2018. Bij het referendum dienden de stemgerechtigde inwoners van Nieuw-Caledonië zich uit te spreken over een eventuele afscheiding van Frankrijk. De volgende vraag was aan de orde: "Voulez-vous que la Nouvelle-Calédonie accède à la pleine souveraineté et devienne indépendante?". Het referendum werd georganiseerd op basis van het Akkoord van Nouméa uit 1998. Vooraf liet de regering van Frans president Emmanuel Macron alvast verstaan een onpartijdige houding aan te nemen.
Bij het referendum verkoos een meerderheid van 58,8% van de stemgerechtigden om zich niet onafhankelijk te verklaren van Frankrijk.